# Луїза Зейдлер
Луїза Зейдлер (нім. Louise Seidler, 15 травня 1786, Єна — 7 жовтня 1866, Веймар) — німецька живописиця при дворі великих князів у Веймарі, зберігач їхньої колекції творів мистецтва, довірена особа поета Гете і художника Георга Фрідріха Керстінга.

## Ранні роки
Народилася 15 травня 1786 року в Єні. Луїза провела юність з бабусею, навчилася малювати й займатися музикою в дитинстві, а після смерті бабусі приїхала в школу-інтернат Софі Людольфін Стілерс в Готі, яку відвідувала з 1800 по 1803 рік. У школі вона познайомилася зі своїми довічними подругами Поліною Готтер і Франціскою «Фанні» Касперс. Свою любов до мистецтва вона розвивала на уроках малювання скульптора Фрідріха Вільгельма Євгена Делля. Була ученицею Герхарда фон Кюгельгена разом з Керолайн Бардуа з 1808 по 1811 рік.
Повернувшись до Єни, Луїза Зейдлер жила в будинку свого батька, який був поряд з офіційною резиденцією Йоганна Вольфганга фон Гете. 
Коли після виграшу битву при Єні (14 жовтня 1806) французи зайняли місто, жорстоко нападаючи, розквартировуючи і грабуючи місцевих, Зейдлер закохалася в старшого лікаря Джеффруа, який приїхав з французьким корпусом маршала Жана-Батіста Бернадотта, і заручилася з ним. Джеффруа, однак, був відісланий до Іспанії до шлюбу, де незабаром помер від хвороби, яка перебігала з гарячкою. Батьки відправили Луїзу у Дрезден, щоб відвернути її від горя.

## Кар'єра художниці
Під час відвідання Дрезденської художньої галереї Луїза Зейдлер вирішила стати художницею. У цьому питанні вона домоглася швидкого прогресу, тим більше, ставши ученицею живописця і професора Крістіана Леберетта Фогеля, у якого навчалася безкоштовно. У 1810 році Зейдлер написала портрет Гете, який під час повернення з Карлсбада 10 днів був у Дрездені і запросив її у Веймар з цією метою. Гете був задоволений веймарським портретом.

## Вибрані роботи

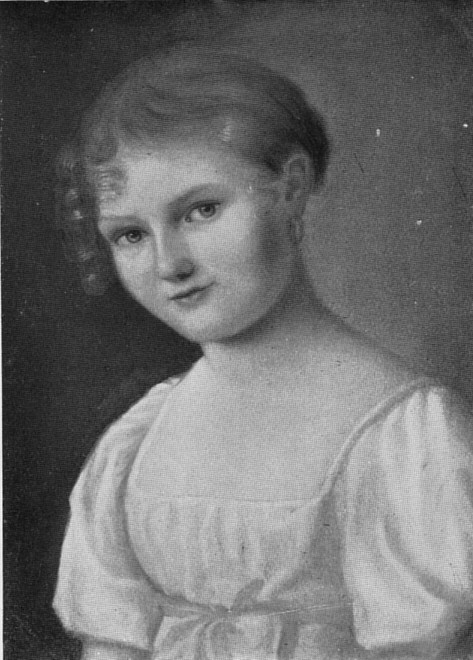
Автопортрет
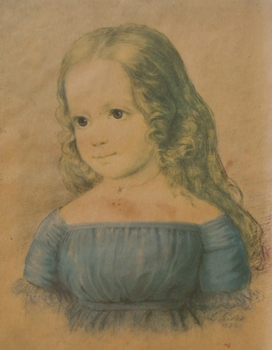
Онучка Гете Альма
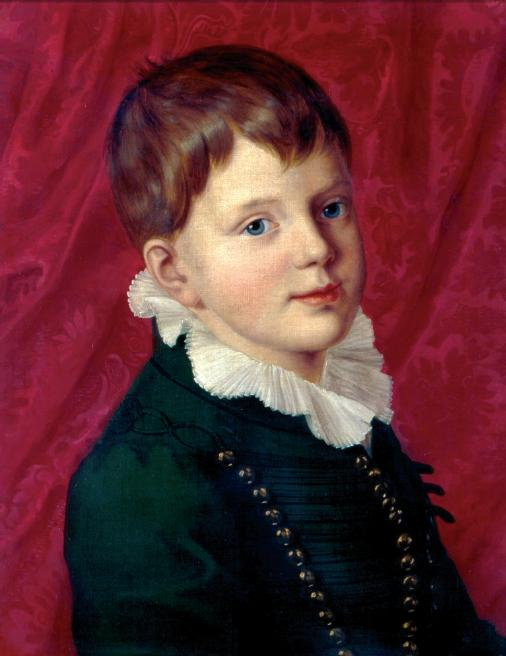
Карл Александр Саксен-Веймар-Ейзенахський
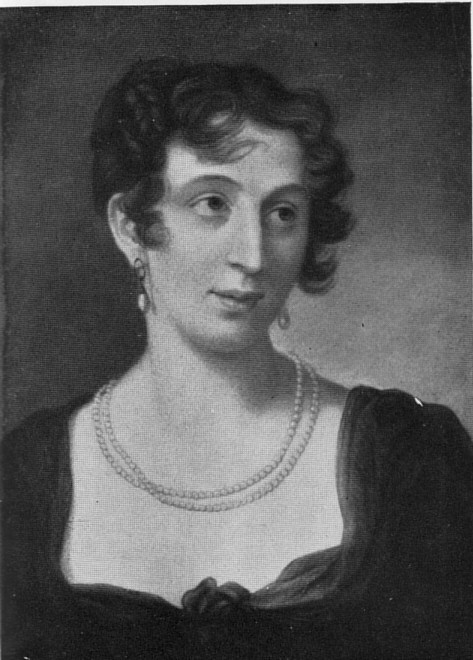
Сільвія фон Цігезар
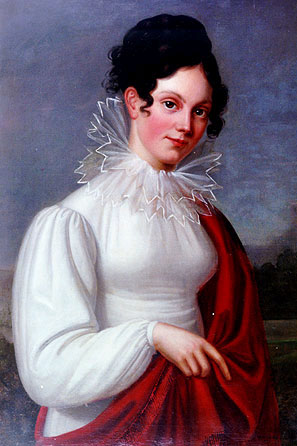
Вільгельміна Герцліб
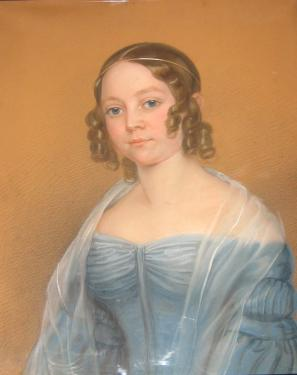
Клара Ріхтер, її племінниця